# پدیده (فیلم ۲۰۱۶)
پدیده (به انگلیسی: The Phenom) یا فیلمی محصول سال ۲۰۱۶ و به کارگردانی نوآه بوشل است. در این فیلم بازیگرانی همچون جانی سیمونز، یول وازکوئز، سوفی کندی کلارک، پل جیاماتی، ایثن هاک، مارین ایرلند، الیزابت مارول، لوئیسا کراوس، آلیسون الیوت و پل آدلستین ایفای نقش کرده‌اند.